# پرچم مانیتوبا
پرچم مانیتوبا در ۱۲ مه ۱۹۶۶ پذیرفته شد.